# Лоран де Мунк
Лоран де Мунк (нар. 9 травня 1999 — Гарлем (Нідерланди))— нідерландський гімнаст. Дворазовий срібний призер чемпіонату Європи у вправі на коні.

## Біографія
Народився в Гарлемі (Нідерланди). Здобуває освіту в Лейденському університеті прикладних наук.
Володіє п'ятьма мовами: голландською, англійською, індонезійською, італійською, жестовою мовою (малазійською).

## Кар'єра
На гімнастику пішов за компанію з другом в п'ятирічному віці.

#### 2019
Через невтішні спортивні результати розмірковував про завершення спортивної кар'єри, однак за рекомендацією товариша по команді Казиміра Шмідта вирішив залишитися. Для покращення результатів сів на дієту, нормалізував вагу, знизивши її з 73 кг до 68 кг, що позитивно вплинуло на самопочуття та спортивні досягнення.

#### 2022
На чемпіонаті Європи в Мюнхені, Німеччина, став першим в історії Нідерландів срібним призером вправи на коні.

## Результати на турнірах
| Рік  | Змагання            | КБ | ІБ | Вільні вправи | Кінь | Кільця | Опорний стрибок | Паралельні бруси | Перекладина |
| ---- | ------------------- | -- | -- | ------------- | ---- | ------ | --------------- | ---------------- | ----------- |
| 2021 | Чемпіонат Європи    |    |    |               | 9    |        |                 |                  |             |
| 2021 | Чемпіонат світу     |    |    |               | 11   |        |                 |                  |             |
| 2022 | Чемпіонат Європи    |    |    |               | 2    |        |                 |                  |             |
| 2022 | Чемпіонат світу     | 13 |    |               | 6    |        |                 |                  |             |
| 2023 | Чемпіонат світу     | 11 |    |               | 10   |        |                 |                  |             |
| 2024 | Кубок світу. Каїр   |    |    |               | 6    |        |                 | 5                |             |
| 2024 | Кубок світу. Котбус |    |    |               | 7    |        |                 |                  |             |
| 2024 | Чемпіонат Європи    |    |    |               | 2    |        |                 |                  |             |